# Valeria Parrella
 (janvier 2024).
Si vous disposez d'ouvrages ou d'articles de référence ou si vous connaissez des sites web de qualité traitant du thème abordé ici, merci de compléter l'article en donnant les références utiles à sa vérifiabilité et en les liant à la section « Notes et références ».
Valeria Parrella, née le 20 janvier 1974 à Torre del Greco (Italie), est une écrivaine italienne.

## Biographie
À l’université, Valeria Parrella étudie la philologie classique, les lettres classiques, le latin et le grec. Elle est également diplômée en littérature moderne de l'université de Naples avec une thèse en linguistique réalisée sous la direction de Federico Albano Leoni.
Plus tard, elle se  spécialise comme interprète en langage des signes italien et travaille à l'Agence nationale des sourds de Naples.
Valeria Parrella réussit, par la suite, bon nombre de concours pour devenir enseignante mais elle ne sera jamais contactée pour un poste. Elle se retrouve alors au chômage et devient manutentionnaire dans une grande librairie[réf. nécessaire].
Valeria Parrella écrit des nouvelles et envoie un de ses textes à minimum fax (it), petite maison d'édition romaine indépendante, qui la contacta immédiatement, lui demandant si elle possédait d'autres nouvelles. Bien que cela ne fût pas le cas, elle répondit positivement et les écrivit aussitôt.
C’est ainsi que Valeria Parrella fit ses débuts en 2003 avec un recueil de six nouvelles intitulé Mosca più balena avec lequel elle remportera le Prix Campiello Opera Prima un an plus tard.
D’autres récits de la jeune auteur sont parus dans l’anthologie Pensa alla salute publié et Bloody Europe en 2004. Cette même année, elle publie dans l’anthologie La qualità dell'aria, son récit Verissimo. Son deuxième recueil de nouvelles sorti en 2005, Per grazia ricevuta a été finaliste du Prix Strega et a remporté les prix Renato Fucini et Zerilli-Merima.
Elle est également l'auteur de textes pour la radio et le théâtre : en 2007 elle publie son monologue Il verdetto (Éditions Bompiani), et en 2009 Tre terzi (Einaudi), une pièce en trois actes écrite avec Diego De Silva et Antonio Pascale.
En 2008, toujours pour Einaudi, parait son premier roman Lo spazio bianco qui sera adapté au cinéma en 2009 par la réalisatrice Francesca Comencini. Elle y raconte une naissance réelle, celle d'Irene. La fillette est prématurée et le roman raconte la vie en suspension de la mère, Maria, une enseignante qui doit apprendre à vivre dans l'attente et l'angoisse, espérant que sa fille survive.
Ses ouvrages sont traduits en Allemagne, en France et en Espagne. Per grazia ricevuta vient d'être publié aux États-Unis par les éditions Europe.
En 2009, est publié Ciao Maschio, qui sera rapidement adapté au théâtre.
Depuis janvier 2008, Valeria Parrella fait partie du comité de direction artistique du Teatro Mercadante de Naples.
Elle fait également partie de l'équipe de rédaction napolitaine de La Repubblica, ainsi que du magazine Marie Claire. De plus, quelques-uns de ses écrits sont publiés dans les revues Nuovi argomenti, Origine, Cccattone.
Dans une interview datant de 2009, elle se décrit comme une écrivain à part entière car, contrairement à certains de ses confrères, elle affirme ne pas écrire dans la douleur et l’effroi.
Elle est l'épouse du réalisateur et dramaturge Davide Iodice.

## Œuvre (liste partielle)
- Mosca più balena, Minimum Fax, Roma. 2003
- Per grazia ricevuta, Minimum Fax, Roma, 2005
- Il verdetto, Bompiani, 2007
- Rispetto per chi sa, Dante & Descartes, 2007
- La signora che volevo diventare, Digital Press, septembre 2007
- Lo spazio bianco (it), Einaudi, 2008
- Tre terzi, Einaudi, 2009
- Ciao Maschio, Bompiani, 2009
- Le Ventre de Naples, Seuil, janvier 2009
- Le temps suspendu, Seuil, avril 2010
- (it) Almarina, Einaudi, 2019
- (it) Quel tipo di donna, HarperCollins Italia, 2020
- (it) Piccoli miracoli e altri tradimenti, Feltrinelli, 2024